# هانك إيرل كار
هانك إيرل كار (بالإنجليزية: Hank Earl Carr)‏ هو محقق وقاتل فترة أمريكي، ولد في 31 يناير 1968 في أتلانتا في الولايات المتحدة، وتوفي في 19 مايو 1998 في بروكسفيل في الولايات المتحدة.